# اتحادیه ملی ورزش دانشگاهی
اتحادیه ملی ورزش دانشگاهی (به انگلیسی: National Collegiate Athletic Association) یک سازمان ناسودبر است که فعالیت‌های ورزشی دانشگاه‌های آمریکا و کانادا را سازمان‌دهی می‌کند. مقر اصلی این اتحادیه در ایندیاناپولیس واقع شده‌است.
اعضای لیگ در سال ۱۹۷۳ تصمیم به تقسیم اتحادیه به سه لیگ کوچک‌تر گرفتند. تیم‌های ورزشی نسبت به سرمایه‌گذاری‌ای که برای فعالیت‌های ورزشی انجام می‌دهند در لیگ دسته یک (Division I)، لیگ دسته دو (Division II) یا لیگ دسته سه (Division III) قرار می‌گیرند. بنا به قوانین این اتحادیه دانشگاه‌های لیگ دسته ۱ و لیگ دسته ۲ می‌توانند به بازیکنان تیم‌های ورزشی خود «بورسیه ورزشی» بدهند. اما دانشگاه‌های لیگ دسته ۳ از انجام این امر منع شده‌اند.
لیگ دسته ۱ فوتبال آمریکایی به دو زیرگروه FBS و FCS تقسیم می‌شوند.

## تاریخچه تقسیم‌بندی لیگ
| سال         | تقسیم‌بندی |
| ----------- | --- |
| ۱۹۵۵-۱۹۰۶   | بدون تقسیم‌بندی                                                                                                  |
| ۱۹۷۲-۱۹۵۶   | دسته دانشگاه‌ها (دانشگاه‌های بزرگ)، دسته کالج‌ها (دانشگاه‌های کوچک)                                                 |
| تاکنون-۱۹۷۳ | دسته یک، لیگ دسته دو، لیگ دسته سه                                                                               |
| ۲۰۰۶-۱۹۷۸   | (تنها برای فوتبال آمریکایی در لیگ دسته یک) دسته۱-A، دسته ۱-AA و دسته ۱-AAA(دانشگاه‌هایی بدون تیم فوتبال‌آمریکایی) |
| تاکنون-۲۰۰۶ | (تنها برای فوتبال آمریکایی در لیگ دسته یک) FBS و FCS                                                            |

## ورزش‌ها
این لیگ دارای ورزش‌های زیر می‌باشد:
بسکتبال، فوتبال آمریکایی، بیسبال، سافتبال، هاکی روی یخ، دو و میدانی، کشتی، لاکراس، ژیمناستیک،بولینگ، گلف، شنا، والیبال، تیراندازی، روئینگ، شمشیربازی، هاکی روی چمن، اسکی